# 富田祐弘
富田 祐弘（とみた すけひろ、1948年4月14日 -）は、日本のアニメーション脚本家、ライトノベル小説家、漫画原作者。埼玉県出身。

## 経歴・代表作
埼玉県立浦和高等学校卒業後、映画の照明スタッフを目指して日本大学藝術学部へ入学するが、当時の大学紛争によって授業もろくに受けられない休講状態の日々を過ごす。そこで当時の紛争をパロディに戯曲を書いてみたところ、周囲の好評を得たことから、脚本家志望へと方向転換。卒業後は、著名な脚本家の事務所へと就職するが「書くよりもマネージャーをやれ！」と命じられ、事務所の若手タレントを各方面へと売り込む外回り営業の日々を過ごす羽目に。そんな中、東映動画のプロデューサーからの叱咤激励によって再び脚本家を目指すようになり、事務所の先輩である田村多津夫に師事。3年間の修行を経て1978年に『SF西遊記スタージンガー』の第4話「夢を求める冒険野郎!!」で脚本家デビューを果たしたことになっているが、修行期間中にも『元祖天才バカボン』、『激走!ルーベンカイザー』などの脚本に関わっていたことがあった。そのような経緯から、主に東映動画作品のスタッフとして、同社の手がけた様々なアニメーション作品の脚本を手がける。また、メイン脚本家として手がけた脚本作品のノベライズや、漫画化における原作も担当。そのためライトノベル小説家、漫画原作者としての作品も存在している。
代表的な作品には、原作脚本の両方を務めた作品として『愛天使伝説ウェディングピーチ』がある。脚本スタッフとしての代表作は『伝説巨神イデオン』・『美少女戦士セーラームーン』・『神風怪盗ジャンヌ』・『地獄先生ぬ〜べ〜』・『デジモンフロンティア』など。小説家としての代表作として、ノベライズ作品では『超時空要塞マクロス』などが、オリジナル作品では角川スニーカー文庫から発刊された「D.A.ジャンクション」シリーズ、富士見ファンタジア文庫から発刊された「ペ天使たち」シリーズなどが挙げられる。
2024年、『東京アニメアワードフェスティバル2024』においてアニメ功労部門を受賞。

## 作品リスト

### 脚本参加作品
- 愛天使伝説ウェディングピーチ（原作者としての脚本家参加）
- アガサ・クリスティーの名探偵ポワロとマープル
- 赤ちゃんと僕（シリーズ構成）
- アニメがんばれゴエモン
- 妖しのセレス
- Weiß kreuz
- 宇宙皇子
- SF西遊記スタージンガー
- エスパー魔美
- 江戸っ子ボーイ がってん太助（シリーズ構成）
- エルフ・17
- おもいっきり科学アドベンチャー そーなんだ!（シリーズ構成）
- 神風怪盗ジャンヌ（シリーズ構成）
- 仮面ライダースーパー1
- ガルフォース ETERNAL STORY
- 元祖天才バカボン
- GEAR戦士電童
- 機甲創世記モスピーダ（シリーズ構成）
- 機動戦士Vガンダム
- キ・ファイターテラン（シリーズ構成）
- きまぐれオレンジ☆ロード
- クレオパトラD.C.
- 激走!ルーベンカイザー
- ゲンジ通信あげだま（原作者としての脚本参加、11話のみ）
- 最強ロボ ダイオージャ
- サザエさん
- 三国志 (日本テレビ)
- 地獄先生ぬ〜べ〜（シリーズ構成）
- 幽☆遊☆白書
- 重戦機エルガイム
- 聖戦士ダンバイン
- 太陽の牙ダグラム
- アニメまんざい（シリーズ構成）
- ダッシュ勝平
- 超時空要塞マクロス
- 超時空要塞マクロス 愛・おぼえていますか
- 超時空要塞マクロスII -LOVERS AGAIN-（シリーズ構成）
- デジモンフロンティア（シリーズ構成）
- 伝説巨神イデオン
- 超スーパーカー ガッタイガー
- テレビまんが 昭和物語
- ドラゴンクエスト 勇者アベル伝説
- ハイスクールミステリー学園七不思議
- Hi-SPEED JECY（シリーズ構成）
- はいぱーぽりす（シリーズ構成）
- 爆球Hit! クラッシュビーダマン（シリーズ構成）
- 爆球連発!!スーパービーダマン（シリーズ構成）
- POWER STONE（シリーズ構成）
- B'T-X
- 美少女戦士セーラームーン シリーズ
  - 美少女戦士セーラームーン（シリーズ構成）
  - 美少女戦士セーラームーンR（シリーズ構成）
  - 美少女戦士セーラームーンS（シリーズ構成）
- ビックリマン シリーズ
  - ビックリマン（シリーズ構成）
  - 新ビックリマン（シリーズ構成）
  - 祝!(ハピ☆ラキ)ビックリマン
- 冒険遊記プラスターワールド（シリーズ構成）
- マクロス7（シリーズ構成）
- 魔法の妖精ペルシャ（シリーズ構成）
- 魔物ハンター妖子
- 無敵ロボ トライダーG7
- メガロマン
- 雪の女王
- RPG伝説ヘポイ
- 快傑ゾロ（シリーズ構成）
- キミとアイドルプリキュア♪

### アニメ原作
- ゲンジ通信あげだま（合同原作者・さくまあきら）
- 愛天使伝説ウェディングピーチ

### ビジュアルノベル
- 愛天使世紀ウェディングアップル（原作・シリーズ構成）

### 小説・漫画

#### オリジナル

##### 漫画原作
- 愛天使伝説ウェディングピーチ（企画・テンユウ/作画・谷沢直）
- BABY BIRTH （作画・美樹本晴彦）
- フッカー （作画・政岡としや）
- ミルキィベビー（作画・河井リツ子）
- ニンジャBOY あばれ!忍丸（企画・レッドカンパニー/作画・菊地モモタロー）
- 源平風雲児 忍の若貴丸（作画・本庄敬）

##### 小説作品
- ペ天使たち シリーズ （富士見ファンタジア文庫）
翼を盗め
ペ天使たちの危険なゲーム
ペ天使たちのイタズラ騒ぎ
ペ天使たちの魔法レッスン
- D.A.ジャンクション　シリーズ （角川スニーカー文庫）
チャレンジ・ネットワーク
ダンシング・ファイア！
ダスティ・ドール
ラブゲーム・パニック
ロマネスク・ドリーム
- 聖魔術戦士サンドラ シリーズ　（ベストセラーズ）
幻獣を呼ぶプリンセス
タロットカードは死の香り
翼を燃やす天使たち
- 信長を騙せ 戦国の娘詐欺師（祥伝社文庫）
- 忍びの乱蝶（祥伝社文庫）
- 歌舞鬼姫 桶狭間決戦（祥伝社文庫）

#### 小説化・漫画化作品
- 超時空要塞マクロス 愛・おぼえていますか（小学館　スーパークエスト文庫）
- 超時空要塞マクロスII -LOVERS AGAIN-（小学館　スーパークエスト文庫）
- ストリートファイターII（小学館　スーパークエスト文庫）
- 地獄先生ぬ〜べ〜 妖怪とりかえっこ（集英社　ジャンプノベルVol.12掲載、書籍化はされていない）
- 電影少女 -VIDEO GIRL AI-（集英社　ジャンプ ジェイ ブックス）
- I"s（集英社　ジャンプJブックス）
- B'T X（角川書店 ニュータイプノベルズ）
- ガルフォース（角川書店 角川スニーカー文庫）